# Велея
Велея — деревня в Жуковском районе Брянской области, в составе Гришинослободского сельского поселения. 
 Расположена в 6 км к востоку от Гришиной Слободы. Население — 27 человек (2010).

## История
Упоминается с XVIII века как слободка Ходиловичи (в отличие от одноимённой деревни); состояла в приходе села Фошни. Современное название установилось к середине XIX века. С 1861 по 1925 входила в состав Фошнянской волости Брянского (с 1921 — Бежицкого) уезда; позднее в Жуковской волости, Жуковском районе (с 1929).
До 1958 года — в Фошнянском сельсовете, в 1958—2005 гг. — в Гришинослободском. В 1964 году к деревне присоединена деревня Новое Лавшино.
| Годы      | 1866 | 1926 | 1979 | 1989 | 2002 | 2010 | 2014 |
| --------- | ---- | ---- | ---- | ---- | ---- | ---- | ---- |
| Население | 230  | 434  | 137  | 61   | 37   | 27   | 20   |